# 中央陆军训练处
中央陆军训练处（ちゅうおうりくぐんくんれんしょ）于1932年在奉天成立，作为满洲国军的干部培养中心。这是一所两年制学校，不像后来开办的四年制满洲国陆军军官学院。又称奉天军官学校。

## 概述
1932年8月，在军政部第一次顾问会议上，决定设立满洲国军干部培养机构 。在奉天城外的魁畬佯跡设立“陸軍訓練処壽備処”，并筹备开设 。下设步兵、骑兵、炮兵、辎重四科，分为现役军官进修和候补军官培训 。前者主要面向上校以下军官，后者面向中等学校毕业生招生 。
1939年3月，因陆军军官学院令设立陆军军官学院而停办，但很快作为陆军训练学校重新开办。 陆军训练学校是随着1940年12月24日第6号军令《陆军训练学校令》的颁布而成立的 。

## 编制
- 处长
  - 本部
    - 庶务课
    - 会計課
    - 医務課
    - 獣務課

  - 教育部
    - 教官
    - 研究部員
    - 軍官候補者隊

  - 步兵训练部
    - 教官
    - 歩兵科軍官候補者隊
    - 歩兵教導隊
      - 本部
      - 2個連
      - 機関枪連

  - 骑兵训练部
    - 教官
    - 騎兵科軍官候補者隊
    - 騎兵教導隊
      - 本部
      - 2個連

  - 炮兵训练部
    - 教官
    - 砲兵科軍官候補者隊
    - 砲兵教導隊

  - 经理培训部（1932年9月1日成立）
  - 通信培训部（1933年9月成立）
  - 宪兵培训部（1933年11月成立，1934年7月迁入宪兵训练处）

- 第一代：王静修陆军中将
- 第二代：邢士廉陆军中将

### 毕业

#### 中央陆军训练处
第一期
1932年12月23日入学，1933年3月18日毕业（日本军官85人）  ，1932年9月1日入学（满洲军官30人），1933年3月20日入学（满洲军官学生253人） 
第二期
1933年10月1日入学，1933年10月31日毕业（日经军官54人）  ，1933年10月1日入学（满洲军官57人） 
第三学期
1934年3月10日入学，1934年8月10日毕业（日军339人）  1933年9月1日入学（满洲军官候补253人，军需候补25人） 
金正晧 （军需候补）  、金柱山（军需候补）  、柴田清 、藤井义政
第四阶段
1935年2月1日入学，1935年9月1日毕业（371日经军官）  ，1935年毕业（满洲军官）
金英祖、李圭東 、姜在浩、朴奉祖、李元亨、梁大镇(军事候选人)  、桂仁柱
第五学期
1936年入学，1936年11月26日毕业（265名日系军官）  ，1937年9月毕业（满洲军官）
Song Seok -ha, 丁一权, Kim Seok -beom, 金白一, 申鉉俊 (Shin Bong-gyun), Kim Il-hwan (军需候补) , Yun Chun -geun, Moon Yong - sai (文容世), 石厚凤, 金信道,崔庆万, 李斗万, 车明焕, 文利俊, 金海昌, 金洪俊, 崔九龙、姜基泰、板尾修二
第六学期
1937年1月27日入学，1937年12月27日毕业（163日系军官）  ，1939年毕业（满洲军官）
杨国镇（军需候补）  、金隆二（军需候补）  、伊藤敏明
第七学期
1938年入学，同年毕业（109日系军官） 
崔楠根、李相烈、朴承焕、崔在桓、吴圭范、赵镛星、金基勋、崔哲根（军需候选人）  、冈崎谦三 、木村真介
第八学期
1939年进校，同年毕业（日经干部28人） 
石柱岩、金龙国、太容凡
第九学期
1940年入学，同年毕业（113名日系军官）  1941年12月毕业（满洲军官）
白善烨、孙炳日、尹秀铉(军需候补生) 
第10期
1941年入学，同年毕业（38名日系军官） 

#### 陆军训练学校
第二学期
朴俊镐
第七学期
崔在范 、金致斑（金致哲） 、李德振 、李龙 、具东旭、李龙昊 、朴春植